# New Line Cinema
New Line Cinema, fundada el 1967, és un dels estudis de filmació més destacats dels Estats Units. Malgrat que des d'un principi va començar com una companyia de filmació independent, actualment és subsidiària de l'empresa Time Warner.

## Pel·lícules destacades
- Annabelle 1 (2014), 2 (2017), 3 (2019)
- L'expedient Warren (The Conjuring) (2013)
- Malson a Elm Street (A Nightmare on Elm Street) (2010)
- Dracs i Masmorres (Dungeons & Dragons) (2000)
- Final Destination 1,2,3,4 (2000-2003-2006-2009)
- Les aventures de Pinotxo (The Adventures of Pinocchio) (1996) (co-producció amb Savoy Pictures i The Kushner-Locke Company)
- American History X (1998)
- About Schmidt (2002)
- El Senyor dels Anells: la Germandat de l'Anell (The Lord of the Rings: The Fellowship of the Ring) (2001)
- El Senyor dels Anells: Les dues torres (The Lord of the Rings: The Two Towers) (2002)
- El Senyor dels Anells: El Retorn del Rei (The Lord of the Rings: The Return of the King) (2003)
- Austin Powers (1997-2002)
- Blade (la trilogia, 1998-2004)
- Blow (2001)
- Boogie Nights (1997)
- Critters (1986)
- Detroit Rock City (1999)
- Dos ximples molt ximples (Dumb and Dumber) (1994)
- Dumb & Dumberer: When Harry Met Lloyd (2003)
- Elf (2004)
- Hairspray (2007)
- Possessió infernal (The Evil Dead) (1981)
- Female Trouble (1974)
- Final Destination (2000-2006)
- Fracture (2007)
- Freddy vs. Jason (2003)
- Friday (1995)
- Èxit a qualsevol preu (Glengarry Glen Ross) (1992)
- Harold & Kumar Go to White Castle (2004)
- Divendres 13: Jason a l'infern (Jason Goes To Hell: The Final Friday) (1993)
- Jason X (2001)
- Jocs secrets (Little Children) (2006)
- Perduts en l'espai (Lost in Space) (1998)
- Magnolia (1999)
- La màscara (The Mask) (1994)
- Mortal Kombat (1995)
- La mare del nuvi (Monster-in-Law) (2005)
- Multiple Maniacs (1970)
- Un cangur molt especial (Mr. Nanny) (1993)
- El nou món (The New World) (2005)
- Sense normes (No Holds Barred) (1989)
- El laberinto del fauno (2006)
- Pink Flamingos (1972)
- El joc de Hollywood (The Player) 1992
- Polyester (1981)
- Hora punta (Rush Hour) (1998)
- Seven (1995)
- Serps a l'avió (Snakes on a Plane) (2006)
- Spawn (1997)
- Suburban Commando (1991)
- Les Tortugues Ninja (Teenage Mutant Ninja Turtles) (1990)
- El quadern de Noah (The Notebook) (2004)
- La matança de Texas (The Texas Chain Saw Massacre) (1973)
- The Texas Chain Saw Massacre  (2003)
- Més enllà de l'odi (The Upside of Anger) (2005)
- De boda en boda (Wedding Crashers) (2005)
- El noi ideal (The Wedding Singer) (1998)
- Willard (2003)
- The Players Club (1998)
- Menace II Society (1993)